# Complexidade quadrática

## Definição
Representada por O(n2). Complexidade  algorítmica que ocorrem quando os itens de dados são processados aos pares, muitas vezes em uma repetição dentro da outra. Por exemplo, quando n é mil, o número de operações é da ordem de 1 milhão. Algoritmos deste tipo somente são úteis para resolver problemas de tamanhos relativamente pequenos.